# Đại học Belgrano
Đại học Belgrano (tiếng Tây Ban Nha: Universidad de Belgrano) là một trường đại học được thành lập năm 1964, và trường hiện đang tọa lạc tại Buenos Aires, ở Belgrano neighborhood.
Trường có 8 khoa:
- Kiến trúc và Quy hoạch đô thị
- Luật và Khoa học chính trị
- Kinh tế học
- Nhân văn
- Kỹ thuật và Công nghệ Máy tính
- Khoa học Nông nghiệp
- Ngôn ngữ và nghiên cứu nước ngoài
- Khoa học y tế
- Khoa học ứng dụng